# Tomasz Beksiński
Tomasz Sylwester Beksiński (ur. 26 listopada 1958 w Sanoku, zm. 24 grudnia 1999 w Warszawie) – polski dziennikarz i popularyzator muzyczny, prezenter radiowy, tłumacz języka angielskiego.

## Życiorys

### Młodość w Sanoku

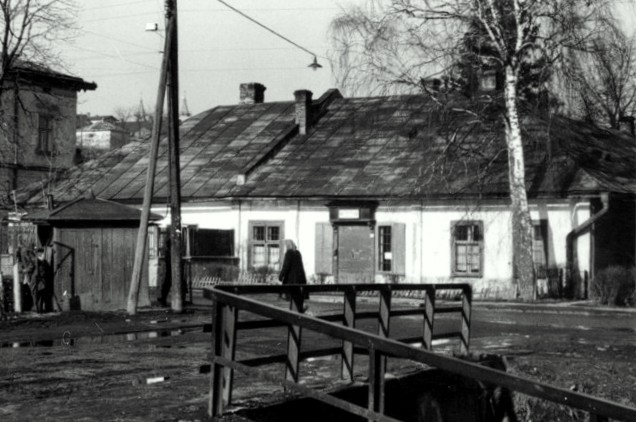
Dom Beksińskich w Sanoku

Urodził się 26 listopada 1958 w szpitalu powiatowym w Sanoku. Był synem Zdzisława Beksińskiego (1929-2005, artysta malarz) i Zofii Beksińskiej z domu Stankiewicz (1928–1998, absolwentka filologii romańskiej), wnukiem Stanisława Beksińskiego, prawnukiem Władysława Beksińskiego i praprawnukiem Mateusza Beksińskiego. 30 marca 1959 został ochrzczony. W Sanoku mieszkał w domu rodzinnym przy ul. Karola Świerczewskiego 45.
14 maja 1967 w kościele Przemienienia Pańskiego w Sanoku przyjął pierwszą komunię świętą i początkowo był religijny, aczkolwiek po klasie VI szkoły podstawowej odchodził od praktykowania wiary. W dzieciństwie przejawiał talent do rysowania, próbował też malować. Czytał wiele książek i także sam pisał opowiadania (np. w 1969) oraz powieści kryminalne. Zaciekawił się też kinem, z którego największą fascynacją obdarzył horrory i filmy grozy. Mając 11 lat w kwietniu 1970 obejrzał w sanockim kinie „San” pierwszy w swoim życiu film z tego gatunku, zatytułowany w wersji polskiej Kobieta-Wąż (ang. The Reptile), który – jak sam twierdził w 1995 – „zaciążył na nim bezwzględnie”. Po zakupie przez ojca magnetofonu zainteresował się bliżej muzyką; wpierw słuchał muzyki poważnej, a potem skoncentrował się na gatunku rocka. Wraz z ojcem prenumerowali sprowadzany z zagranicy brytyjski periodyk „New Musical Express”, z którego dowiadywali się o nowościach muzycznych. W 1971 poznał albumy Paranoid grupy Black Sabbath oraz In the Court of the Crimson King zespołu King Crimson, potem zgłębiał twórczość Pink Floyd i innych formacji (albumy zamawiał wraz z ojcem). W lutym 1976 udał się na koncert Procol Harum w Nowej Hucie. Zasłuchiwał się też w audycje radiowe Piotra Kaczkowskiego. Poza muzyką od klasy VIII szkoły podstawowej interesował się także fotografią. Tworzył fotokomiksy, w których umieszczał fotografie przedstawiające swoich znajomych opatrzone podpisami.  Jego najbliższymi znajomymi w Sanoku byli Grzegorz Gajewski, Przemysław Koszela (syn Wiesława), Bogdan Struś, Janusz Barycki, Ryszard Rogowski.

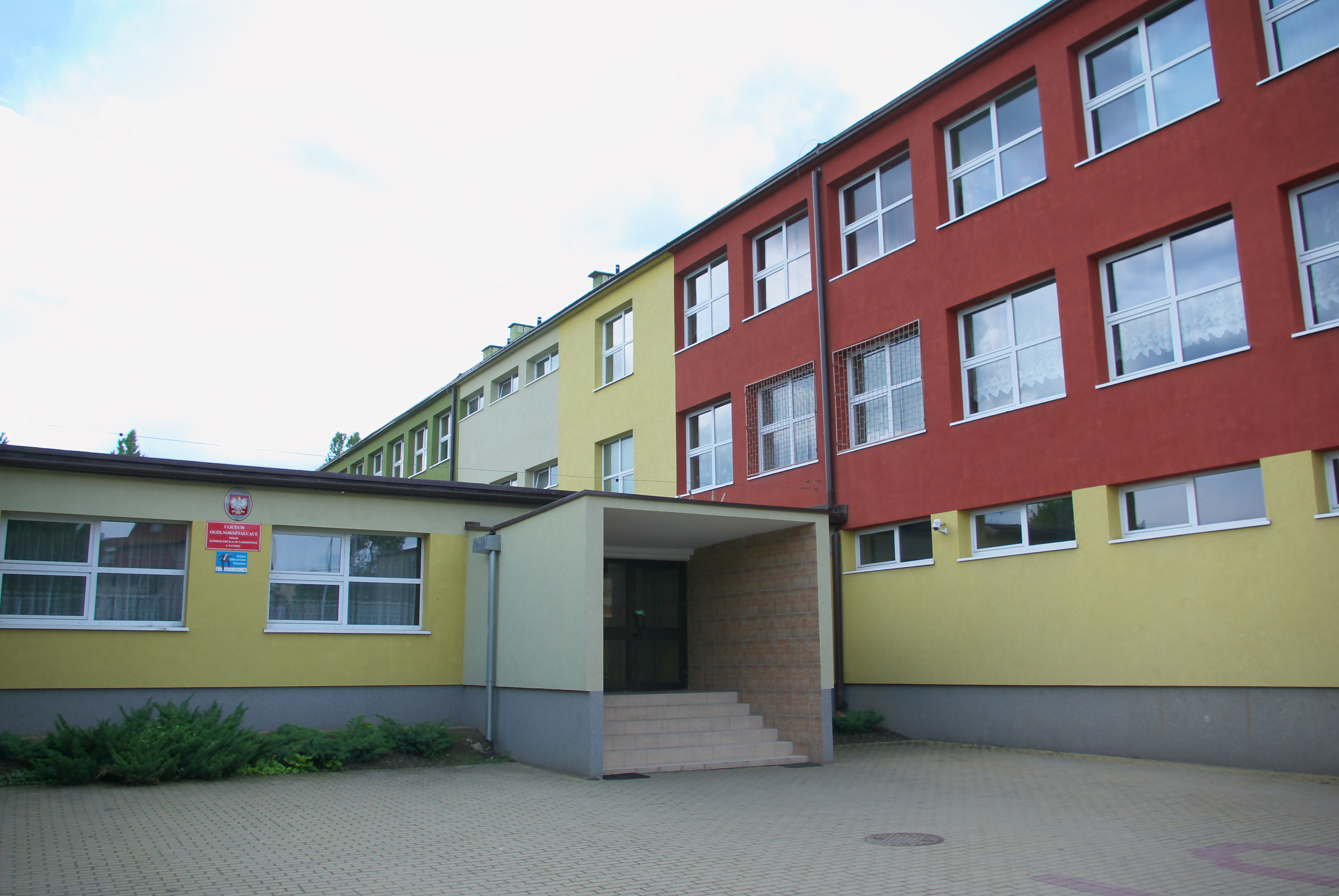
Wejście do budynku I LO w Sanoku

Po rozpoczęciu nauki w szkole średniej uczył się w klasie o profilu humanistycznym w I Liceum Ogólnokształcącym im. Komisji Edukacji Narodowej w Sanoku (jego wychowawczynią klasową była Anna Jahn, żona Wojciecha). Był wyróżniającym się uczniem, aczkolwiek nie przykładającym się wybitnie do nauki, a w dodatku miał awersję do lekcji w-f oraz generalnie do sportu. Fascynował się literaturą gotycką, romantyczną i groteskową. Przyjaciel z czasów licealnych stwierdził, że Tomasz potrafił cytować z pamięci całe fragmenty dramatu Szewcy autorstwa Witkacego. Rezygnując ze szkolnych lekcji języka niemieckiego od klasy III w 1975 indywidualnie uczył się języka angielskiego, którym się zafascynował. Początkowo poznawał ten język samodzielnie, a potem pobierał prywatne lekcje. Własne zainteresowania muzyczne przeniósł na łono liceum, najpierw przedstawiając swoje rockowe audycje muzyczne na lekcjach muzyki prowadzonych przez Stefana Olberta. Tworzone początkowo przez niego w domu nagrania przerodziły się w audycje odtwarzane codzienne w szkole przez radiowęzeł na długiej przerwie, w których emitował muzykę opatrzoną komentarzem. Uczęszczał też na zajęcia uczniowskiej grupy teatralnej, zagrał w jednej sztuce, a poza tym przygotowywał oprawę muzyczną i wykonywał zdjęcia. W Sanockim Domu Kultury prowadził Klub Dobrej Płyty. Tworzył też okładki płyt o fikcyjnym charakterze i z własnymi tekstami piosenek. W latach 70. zaczytywał się w twórczości Edgara Allana Poego i Rafała Wojaczka. Od 1974 pisał poezje w języku angielskim,  wyrażając w nich swoje pesymistyczne nastroje.
W maju 1977 zdał maturę w I LO, składając egzamin z języka polskiego, matematyki i języka angielskiego. Także wiosną 1977 jego ojciec zakupił dla rodziny mieszkanie w Warszawie w związku z planem wyburzenia przez władze ich domu w Sanoku. 1 czerwca 1977 Tomasz Beksiński po raz pierwszy podjął próbę samobójczą, zażywając tabletki Karbromalu i odkręcając gaz. W tym czasie trwała wyprowadzka jego rodziny z Sanoka, co on sam mocno przeżywał, jako że był związany z miastem i rodzinnym domem. W drugiej połowie września 1977 pozostał jeszcze z babcią w opustoszałym już domu rodzinnym. W tym czasie zrealizował wypominany mu potem przez lata pomysł opracowany jako żart, który pierwotnie miał objąć jego samego i dwóch kolegów. Wszyscy trzej postanowili przygotować i rozwiesić w Sanoku klepsydry zawiadamiające o śmierci każdego. Po wydrukowaniu tychże w drukarni ostatecznie tylko Beksiński zrealizował plan nocą 22/23 września 1977 wywieszając w mieście klepsydrę, na której odręcznie wpisał datę śmierci „22 września”. Sprawa odbiła się szerokim echem w Sanoku, wprowadziła w szok i konsternację wielu znajomych rodziny, sam Beksiński miał kłopoty związane z reakcją Milicji Obywatelskiej na to zdarzenie, a ponadto z pracy miał zostać zwolniony pracownik drukarni wykonujący zamówienie.

### Okres studiów

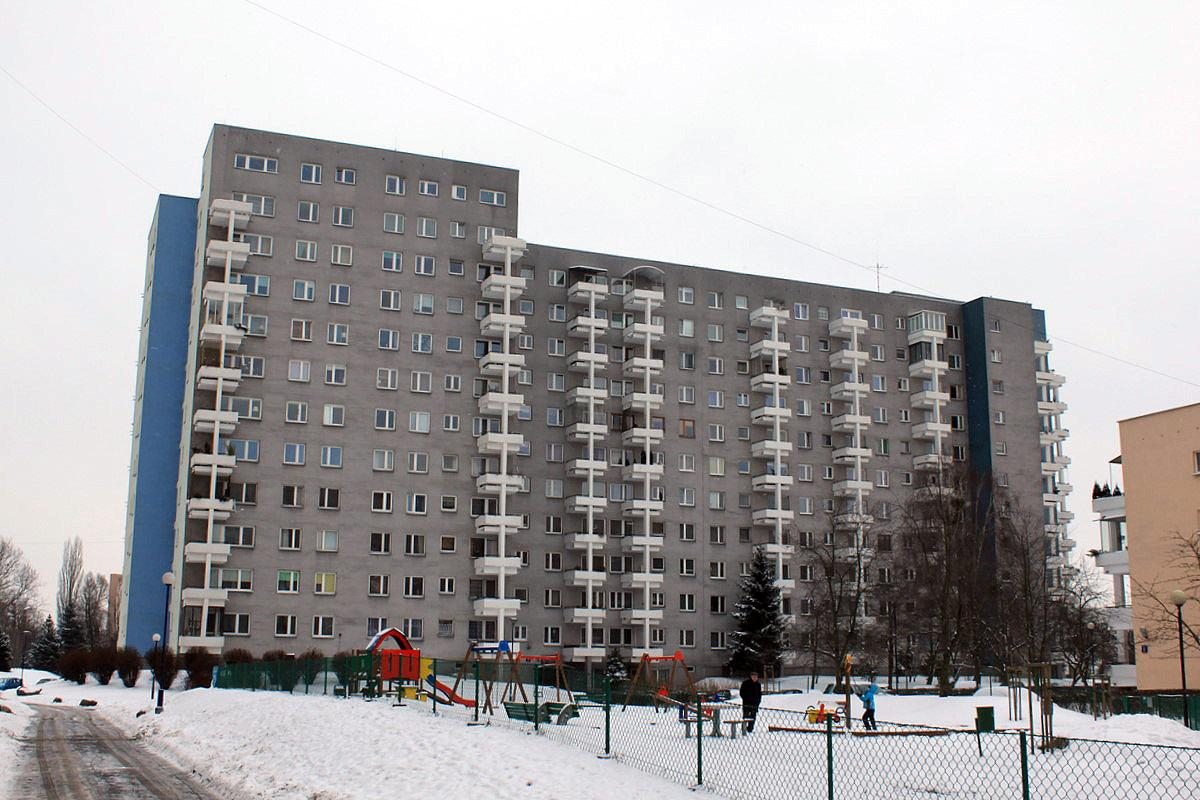
Blok przy ul. Mozarta 6 w Warszawie

Po zdaniu egzaminu wstępnego przez rok akademicki 1977/1978 studiował anglistykę w Sosnowcu na działającym tam Wydziale Filologicznym Uniwersytetu Śląskiego w Katowicach. Wówczas zamieszkiwał w Katowicach w mieszkaniu przy ul. Paderewskiego 44a u znajomego swojego ojca, malarza Henryka Wańka. W tym okresie regularnie (praktycznie co tydzień) odwiedzał rodziców zamieszkujących w Warszawie. Od 1978 kontynuował studia na Uniwersytecie Warszawskim. W stolicy był już zameldowany od początku 1978, początkowo żył w mieszkaniu rodziców przy ul. Sonaty 6, a 25 września tego roku zamieszkał w zakupionym przez ojca (z kwoty uzyskanej za wywłaszczenie z domu w Sanoku) dwupokojowym mieszkaniu na 10 piętrze bloku przy ul. Mozarta 6, oddalonym o około 100 m od rodziców. W Warszawie zaliczył drugi rok studiów. Przenosiny do nowej rzeczywistości wielkopowierzchniowego budownictwa w stolicy przyjął negatywnie. Dodatkowo jego stan wewnętrzny uległ pogorszeniu po wiadomości o wyburzeniu domu rodzinnego w Sanoku w maju 1979. Udostępniono mu wtedy pomoc psychiatry, co nie przyniosło pożądanego efektu. W 1979/1980 studiował na trzecim roku. 4 listopada 1979 podjął kolejną próbę samobójczą, zażywając środki nasenne i odkręcając gaz w kuchni, gdzie następnie doszło do niezaplanowanej przez niego eksplozji, w wyniku której doznał obrażeń pleców i prawej ręki oraz poparzeń. Ranny zdołał dotrzeć do mieszkania rodziców, a potem był leczony na oddziale chirurgicznym, skąd trafił do szpitala psychiatrycznego. W ramach odzyskiwania zdrowia psychicznego przez pewien czas utrzymywał kontakt z ks. Stanisławem Małkowskim, działającym wtedy wśród trudnej młodzieży. Był też objęty obligatoryjnym nadzorem psychiatrycznym. Po kolejnym targnięciu się przez Tomasza na swoje życie, Zdzisław Beksiński namalował obraz przedstawiający wilki i odlatujący balon z napisem Nevermore, który zawisł u syna w mieszkaniu. Usiłując rozliczyć się z przeszłością, Tomasz przeznaczał czas udzielonego mu urlopu zdrowotnego na napisanie autobiograficznej powieści pt. W imię śmierci, której maszynopis w późniejszych latach utracono. W roku 1980/1981 zaliczył przerwany wcześniej trzeci rok studiów, zaś w kolejnym wskutek niezdania egzaminu z gramatyki historycznej 17 września 1982 został skreślony z listy studentów. Potem został przyjęty na studia eksternistyczne w roku 1983/1984. W lutym 1985 zdał ostatni w programie studiów egzamin z literatury amerykańskiej i uzyskał absolutorium. Wcześniej, bo już w 1983, oddał dwa pierwsze rozdziały pracy magisterskiej, dotyczącej twórczości Edgara Allana Poego (promotorką była dr Maria Łyżwińska), ale ostatecznie pracy nie ukończył i decyzją z 20 marca 1990 został skreślony z listy studentów. W trakcie studiów na UW współpracował z radiem akademickim.

### Działalność muzyczna

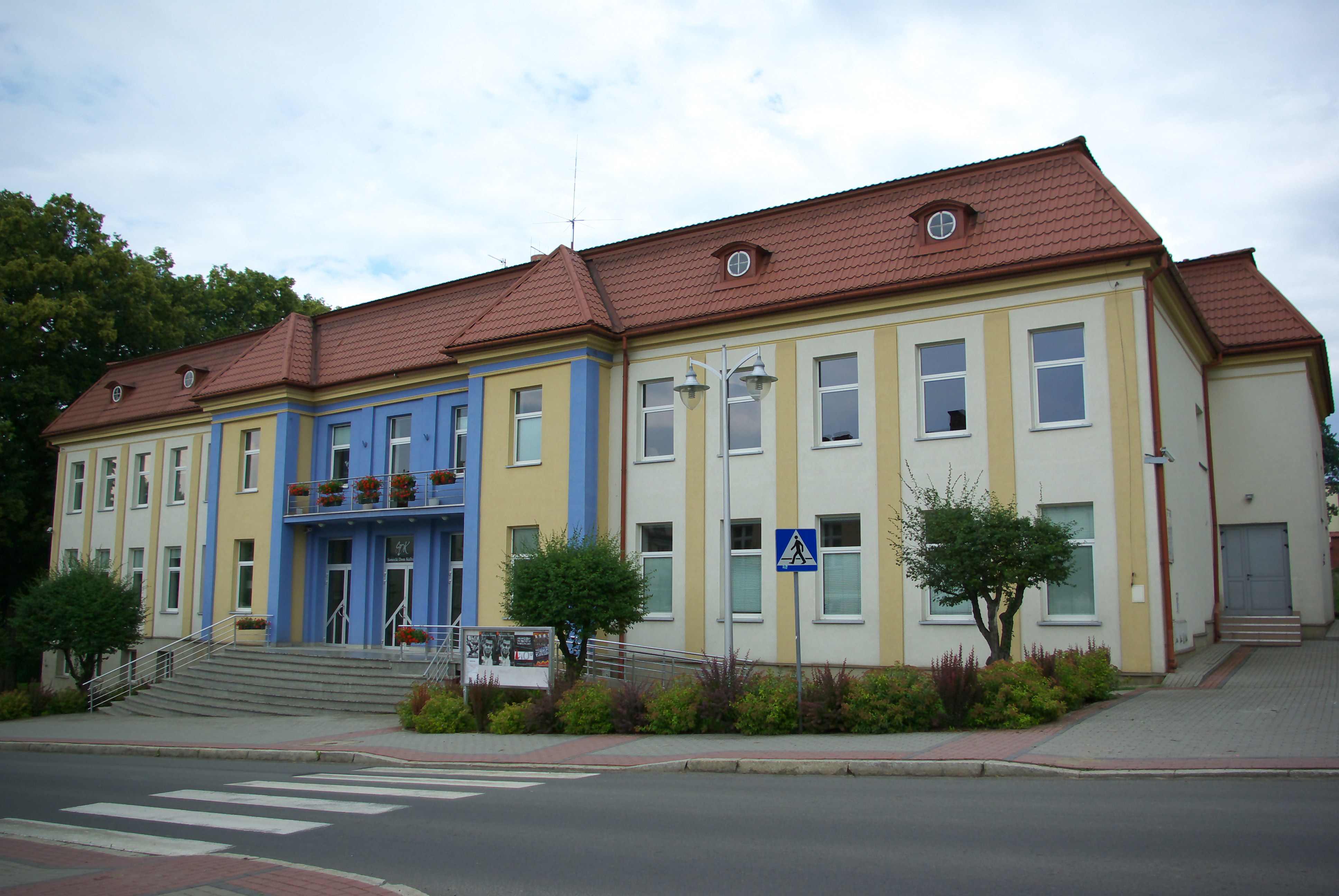
Budynek Sanockiego Domu Kultury

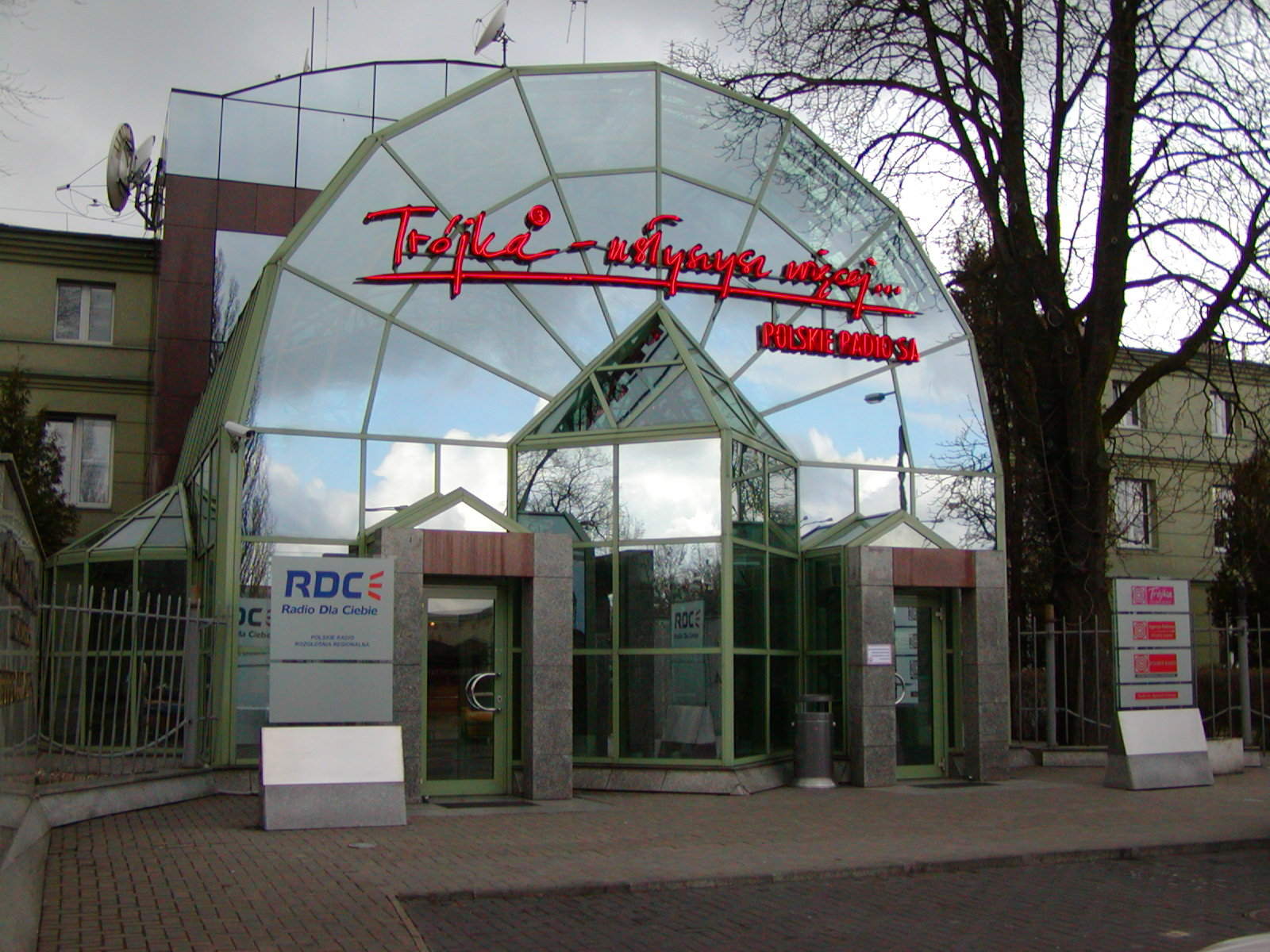
Wejście do radiowej „Trójki”

Od 1979 jako prezenter muzyczny prowadził dyskoteki, np. w klubie „Dedal” w Rzeszowie oraz wieczory muzyczne i cykliczne imprezy dyskotekowe pod nazwą „Super-Video Disco” w Sanockim Domu Kultury w rodzinnym mieście. Tego typu imprezy, także w innych miastach (np. Kraków, Poznań), prowadził do wiosny 1989. Przyjeżdżając z Warszawy do Sanoka organizował też letnie dyskoteki w dzielnicy Posada.
Od 1981 pracował w radiu. Na antenie zadebiutował 23 maja 1982 w bloku „Muzyczne Studio Młodych” nadawanym w Programie I Polskiego Radia. Tam właśnie, u boku Bogdana Fabiańskiego, stawiał pierwsze kroki jako profesjonalny radiowiec. Prezentował nowości płytowe w „Muzycznym Studiu Młodych”, a następnie jego kontynuacji, „Magazynie Muzycznym Rytm”. Z Fabiańskim, a czasami z Witoldem Pogranicznym, współprowadził audycję „Muzyka Nocą” oraz sporadycznie prezentował nowe piosenki także w „Lecie z Radiem”. Przez krótki okres współpracował również z Radiem Rzeszów, prowadząc audycje przy okazji swoich wyjazdów do rzeszowskich klubów.
Radiowego rzemiosła uczył się od Piotra Kaczkowskiego, Jerzego Kordowicza i Korneliusza Pacudy. Jego debiut w Programie III Polskiego Radia miał miejsce 2 października 1982 u Marka Niedźwieckiego w audycji „Zapraszamy do Trójki”. W radiowej Trójce od 20 marca 1983 do 26 września 1986 pojawiał się w audycji „Nowa Płyta”. W lipcu 1983 został stałym współpracownikiem Programu I Polskiego Radia. Od 2 lipca 1983 do 31 października 1990 prowadził tam autorską audycję pt. „Na rockową nutę”. Jego drugą własną audycją była „Nie tylko ballada” (początkowo „Muzykoterapia: Nie tylko ballada”), obecna na antenie Programu IV Polskiego Radia od 22 marca 1984 do 25 kwietnia 1989. Od kwietnia 1983 prowadził „Klub stereo” w Programie IV Polskiego Radia (w nomenklaturze był to PR IV przez pewien czas, zaś generalnie to Program II PR), gdzie od kwietnia 1984 do marca 1991 bywał gościem bardzo popularnego „Wieczoru Płytowego” Tomasza Szachowskiego (od kwietnia 1986 „Wieczór z płytą kompaktową”), a 26 marca 1985 do 25 czerwca 1990 prowadził autorską audycję pn. „Romantycy muzyki rockowej”, popularyzującą głównie muzykę new romantic (tam prezentował własne tłumaczenia piosenek). Jego ostatnią audycją w Programie II, był „Czas na Rock”, nadawany od 6 lipca 1990 do 22 marca 1991. W latach 80. na antenie PR IV pojawiał się też w audycjach „Płytowe kolekcje” (tam stworzył kącik „Muzyczne baśnie”) i „Piosenki na lato”. Po odejściu Programu II od muzyki rockowej w 1991, w tym samym okresie zabrakło dla niego miejsca także w PR 1 i PR IV, po czym podjął współpracę z Programem III i prywatną stacją RMF FM. W Programie III był współautorem audycji z cyklu „Muzyczna poczta UKF” i „W tonacji Trójki”, w latach 1991–1992. Tam również, w tym samym okresie sporadycznie prowadził „Wspomnienia z kompaktu”. 25 maja 1991 po raz pierwszy poprowadził nocną audycję „Trójka pod księżycem” i z czasem skoncentrował swoją radiową aktywność wyłącznie na niej. Audycja zyskała duże grono słuchaczy i status „kultowej”, będąc starannie opracowaną całością słowno-muzyczną. Ponadto w PR III od listopada 1991 kontynuował audycję „Romantycy muzyki rockowej”, a od 30 września 1994 do 30 czerwca 1995 nową audycję pt. „Co nam zostało z tych płyt”. W RMF pracował od 1992 do ok. 1993/1994, prowadząc audycję „Rock fantazją malowany” (początkowo razem z Piotrem Kosińskim).
Pisał felietony oraz recenzje płyt do czasopism „Magazyn Muzyczny” (do 1991), „Tylko Rock” (od początku wydawania tj. września 1991). Od 1998 miał w „Tylko Rocku” stałą rubrykę pod tytułem „Opowieści z Krypty”, gdzie drukowano jego felietony. Ogółem napisał ich 18. Pisał również felietony i reportaże filmowe do czasopisma „Machina” (od 1996).
Szczególnym upodobaniem darzył gatunek muzyczny rocka progresywnego. Według swojej deklaracji z wiosny 1998 przestał wtedy słuchać muzyki (poza filmową) i nosił się z zamiarem zakończenia działalności dziennikarza muzycznego w radiu i w prasie. W marcu 1998 odszedł z radia, aczkolwiek nadal współpracował z „Tylko Rockiem”. Do swojej audycji w Trójce powrócił 15 sierpnia 1998.

### Praca tłumaczeniowa
Rozpoczął karierę tłumacza języka angielskiego od amatorskich pokazów filmów. W 1983 wraz z licealnym kolegą Januszem Baryckim kupił magnetowid i zaczął wyświetlać pozyskiwane na giełdach filmy w rzeszowskich klubach studenckich i Sanockim Domu Kultury. Z racji, że były to filmy w wersji anglojęzycznej, oficjalnie niedostępne w kinach, przygotowywał do nich polskie listy dialogowe. Początkowo podczas seansów odczytywał je sam lub z pomocą kolegów. Po nabyciu własnego magnetowidu zaczął dogrywać do filmów swoją ścieżkę lektorską. Od 1983 łączył działalność prezentera muzycznego z tłumaczeniem filmów .
Gdy w drugiej połowie lat 80 XX w. w Polsce ruszyła legalna dystrybucja filmów wideo, oburzony niskim poziomem tłumaczeń filmów bondowskich rozprowadzanych przez firmę ITI Home Video udał się do niej z samodzielnie spolszczonym filmem Octopussy. Przyjęty przez kierowniczkę studia opracowań filmowych ITI, Ewę Chobę, rozpoczął pracę jako translator list dialogowych. Swoje umiejętności doskonalił pod okiem doświadczonej tłumaczki i redaktorki Janiny Graf. Później podjął także współpracę z Telewizją Polską.
Przetłumaczył m.in. wszystkie ówczesne filmy o Jamesie Bondzie, Harrym Callahanie i prawie w całości produkcje filmowe i telewizyjne grupy Monty Pythona, której był gorącym miłośnikiem (na potrzeby klubowe tłumaczył dzieła MP w latach 80., a w 1993 przełożył oficjalnie cały serial). Za tłumaczenia dzieł Monty Pythona otrzymał nagrodę Instytutu Kultury Brytyjskiej. Przetłumaczył też kilkadziesiąt innych filmów, między innymi: Milczenie owiec, Dzikość serca, Rój, Ktoś mnie obserwuje, Robin Hood – książę złodziei, Czas apokalipsy, Po tragedii Posejdona, Ptasiek, Szklana pułapka, Nie oglądaj się teraz, Drakula, Frankenstein, Zabójcza broń, 1941, Smętarz dla zwierzaków, Wściekłe psy, Łowca androidów, Lśnienie, The Doors, Dobry, zły i brzydki, Egzorcysta, Pulp Fiction, Nieustraszeni pogromcy wampirów, Lokator. Tłumaczył również teksty prezentowanych piosenek, np. zespołów: The Cure, Devil Doll, Genesis, Marillion, Iron Maiden, King Crimson, Pink Floyd, The Doors, Ultravox, Joy Division, Lacrimosa, Depeche Mode i The Sisters of Mercy. Był zaprzyjaźniony z członkami polskich zespołów m.in. Closterkeller, Fading Colours, Omni, Quidam, Collage, Abraxas, Talath Dirnen. Niektórym z nich pomagał czasami w przygotowywaniu anglojęzycznych tekstów piosenek, przekładając je z wersji oryginalnej lub udostępniając własne wiersze pisane w języku angielskim. Nigdy nie oczekiwał za to wynagrodzenia, nie życzył sobie także umieszczania jego nazwiska na okładkach płyt. Ponadto poznał prywatnie muzyków swoich ulubionych grup zagranicznych.

### Prywatność i samobójstwo

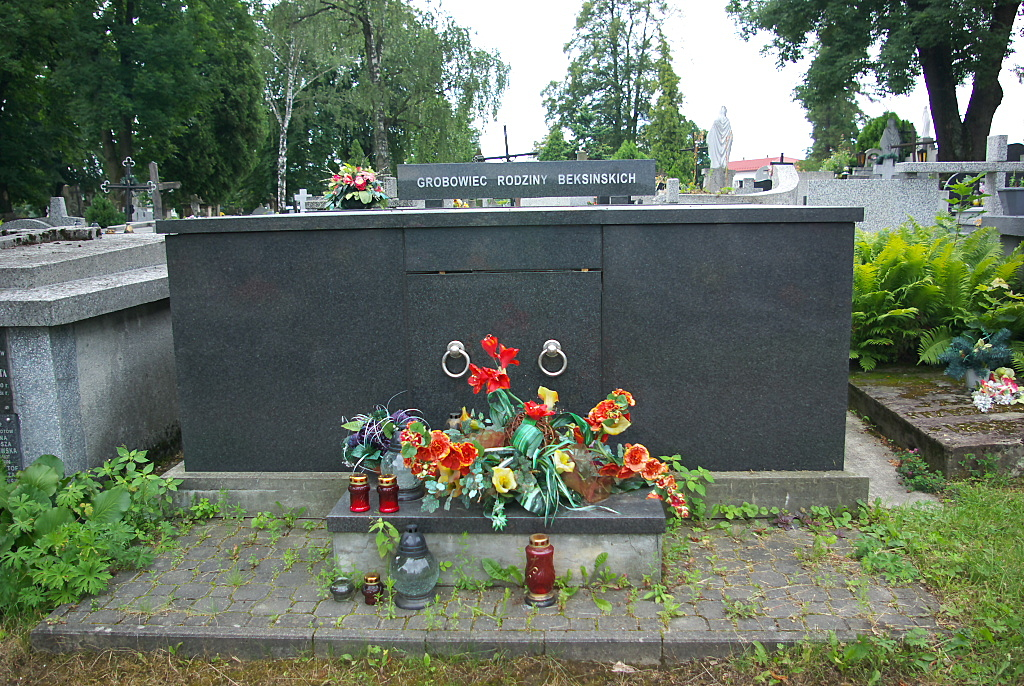
Grobowiec rodziny Beksińskich

2 listopada 1988 przeżył katastrofę lotniczą w Białobrzegach pod Rzeszowem, w której zginęła jedna osoba, kilka zostało poważnie rannych, a on sam odniósł niegroźne obrażenia. Mimo że wcześniej latał od 1979, to od czasu tego wydarzenia bardzo unikał podróży lotniczych (do Londynu jeździł wyłącznie autokarem), choć skorzystał z tego środka transportu jeszcze raz, na trasie Rzeszów–Warszawa. Od młodości był przeciwnikiem fanatyzmu religijnego, miał poglądy antyklerykalne, sprzeciwiał się przemocy, nie miał nałogów, unikał alkoholu, narkotyków i był skrajnym antagonistą papierosów. Do końca życia był zadeklarowanym przeciwnikiem komputerów, aczkolwiek zdarzało mu się korzystać z tych urządzeń. Szerszemu gronu odbiorców stał się znany za sprawą artykułu pt. Python numer siedem autorstwa Andrzeja Saramonowicza, wydrukowanym w „Magazynie”, kolorowym dodatku do „Gazety Wyborczej”, w grudniu 1994, gdzie został ukazany ubrany w pelerynę na zdjęciach z sesji fotograficznej na cmentarzu. Był gościem telewizyjnych audycji „WC Kwadrans” Wojciecha Cejrowskiego (luty 1996) i „Wieczór z wampirem” Wojciecha Jagielskiego (początek 1999). W lutym 1995 przyznał, że został członkiem Międzynarodowego Stowarzyszenia Wampirów, z siedzibą w brytyjskim Keighley. Pomimo roztaczanej wokół siebie aury publicznie podkreślał, że robi to dla zabawy.
Jego matka Zofia Beksińska zmarła 22 września 1998 z powodu tętniaka aorty. Jej śmierć dodatkowo pogorszyła jego stan wewnętrzny. W latach 90. cierpiał z powodu dolegliwości związanych z bólami kręgosłupa. W okresie życia w Warszawie kontynuował znajomości z bliskimi sobie sanoczanami, a także przyjaźnił się innymi osobami, np. od 1988 z Anją Orthodox, od 1991 z Anglikiem polskiego pochodzenia George’em Sliwą, a od 1992 z Katarzyną Konopą i Katarzyną Szydłowską.
Po przeprowadzce do Warszawy nie przypadły mu do gustu mieszkania w blokach, zarówno jego własne jak i należące do rodziców, w związku z czym przez lata wyrażał tęsknotę za Sanokiem (podobnie jak jego matka). W życiu osobistym Tomasz Beksiński przez lata posiadał swój własny ideał kobiety i wiążący się z określonymi upodobaniami (łączył się z obrazem bohaterki ww. filmu Kobieta-Wąż). Poszukując miłości był uczuciowo związany z wieloma kobietami, w tym zarówno w młodzieńczym okresie życia w Sanoku, jak również później w dorosłości, jednakże w żadnym wypadku nie udało mu się zrealizować trwałego związku (zgodnie z relacją Zdzisława Beksińskiego, wszystkie jego liczne relacje z dziewczynami zawsze kończyły się dramatycznymi sytuacjami i konfliktami). Już od okresu nastoletniego przejawiał postawę o cechach rezygnacji, beznadziejności, bezsensu życia. Swoje skłonności samobójcze przejawiał już od czasów młodości, wyrażane zarówno w podejmowanych próbach pozbawienia się życia (1977, 1979), jak też w otwartym mówieniu o tym swoim znajomym. Jego próby samobójcze powodowane były zawodami miłosnymi. Po kolejnych usiłowaniach miał za złe swoim rodzicom ratowanie go. Pod koniec lipca 1985 po raz kolejny targnął się na swoje życie zażywając leki nasenne i popijając je alkoholem, jednak czujność rodziców sprawiła, że został znaleziony i na czas trafił do szpitala w stanie śmierci klinicznej. Najprawdopodobniej przez kolejne lata nie odważył się na kolejne usiłowanie pozbawienia się życia przez wzgląd na swoją matkę. Ostatnią i skuteczną próbę prawdopodobnie planował w ostatnich miesiącach życia i wzmiankował o tym nie tylko w rozmowach z bliskimi, ale też w audycjach radiowych. Ostatni ze swoich felietonów, drukowanych w serii Opowieści z krypty w miesięczniku „Tylko Rock”, złożył w redakcji pisma pod koniec października lub na początku listopada 1999 i opatrzył tytułem Fin de siècle. W jego tekście dokonał swoistego podsumowania, a całość zakończył cytatem z filmu Łowca androidów: „Wszystkie te chwile przepadną w czasie, jak łzy w deszczu. Pora umierać. Tomasz Beksiński (1958–1999)”. W piątek 24 grudnia 1999 o godz. 15:05 zażył dawkę leków nasennych i tym samym doprowadził do swojej śmierci. Po 24 godzinach jego ciało znalazł Zdzisław Beksiński. W przekazanej mu wiadomości Tomasz Beksiński oświadczył, że rozczarował go świat i że od zawsze chciał żyć w innym, gdzie panują inne reguły, np. dotyczące wartości. Formalnie za datę śmierci przyjęto dzień 25 grudnia 1999. O zgonie T. Beksińskiego poinformowano na antenie radiowej „Trójki” w poniedziałek 27 grudnia 1999.
Ciało Tomasza Beksińskiego zostało skremowane, a uroczystość pożegnania prochów odbyła się 5 stycznia 2000 w Wólce Węglowej. Urna z prochami została pochowana w grobowcu rodzinnym na cmentarzu przy ul. Rymanowskiej w Sanoku 7 stycznia 2000. Ceremonia pogrzebowa miała charakter świecki, była prowadzona przez mistrza ceremonii przy oprawie ulubionej muzyki zmarłego, urnę z prochami niósł Grzegorz Gajewski, zaś słowa pożegnania wygłosił inny z przyjaciół, Andrzej Wilk. Wolą wyrażoną w testamencie Tomasza Beksińskiego wszystkie jego płyty kompaktowe zostały przekazane Programowi III PR, a trzynaście obrazów autorstwa jego ojca Zdzisława do Muzeum Historycznego w Sanoku. Do tej instytucji trafiły też inne pamiątki po Tomaszu Beksińskim. Jego sprzęt wideo i niemal cała kolekcja filmów fabularnych trafiła do George’a Sliwy, a kasety wideo z filmami muzycznymi do Piotra Kosińskiego. Kopie list dialogowych do tłumaczonych filmów przekazano do Telewizji Polskiej. Słynna „wampirza” peleryna została oddana Anji Orthodox, a wokalistka występowała w niej niekiedy na scenie podczas koncertów. Kserokopiarkę otrzymał Monar.
Ostatni z rodziny, Zdzisław Beksiński, zmarł 21 lutego 2005 zamordowany w swoim mieszkaniu w Warszawie.

## Upamiętnienie
Latem 1998 i we wrześniu 1999 był kręcony krótkometrażowy film dokumentalny Dziennik zapowiedzianej śmierci (tytuł roboczy Dziesiąte piętro) według scenariusza i w reżyserii Daniela Światłego (Telewizja Polska). Dzieło zostało zrealizowane jesienią 1999, ale potem – już po śmierci Tomasza Beksińskiego – powstała jego ostateczna wersja, do której dołączono wypowiedzi osób (w tym ojca) i fragmenty wideo z archiwum rodzinnego. Ukazana w filmie scena kremacji zwłok stanowi wykonane zdjęcia o charakterze ilustracyjnym. Film otrzymał Nagrodę Specjalną Festiwalu Mediów „Człowiek w zagrożeniu” (Łódź 2000).
W dniach od 12 do 15 listopada 2009 w Sanoku odbył się festiwal „Love Never Dies, czyli dlaczego pamiętamy Tomka Beksińskiego”. Organizatorami festiwalu byli: Fundacja Beksiński przy współudziale Miasta i Powiatu Sanok oraz Muzeum Historycznego w Sanoku, dyrektorem festiwalu był Janusz Barycki, a dyrektorem organizacyjnym i autorem koncepcji festiwalu Tomasz Szwan. Podczas spotkania wystąpiły grupy Closterkeller, Fading Colours i Quidam.
Także w 2009 ukazał się album Tomasz Beksiński 1958-1999 (wyd. Fundacja Beksiński, Rzeszów, ISBN 978-83-929805-0-6), na który złożyła się książka autorstwa Sylwii Stępniewskiej, album fotograficzny, wybór wierszy i prac graficznych Tomasza Beksińskiego oraz film dokumentalny o nim, zatytułowany Dr. Jimmy.
W 2011 ukazał się album pt. Tomek Beksiński z udziałem Rafała Błażejewskiego, Macieja Januszki, Marcelego Latoszka, Piotra Chancewicza, Roberta Fijałkowskiego, Pawła Jurkowskiego, Anji Orthodox, Piotra Pniaka, Łukasza Rychlickiego, Tomasza Solnicy, Jerzego Styczyńskiego i Wojciecha Waglewskiego.
Festiwal Rocka Progresywnego w Gniewkowie (od 2016 Toruń) od ósmej edycji (2014) nosi imię Tomasza Beksińskiego.

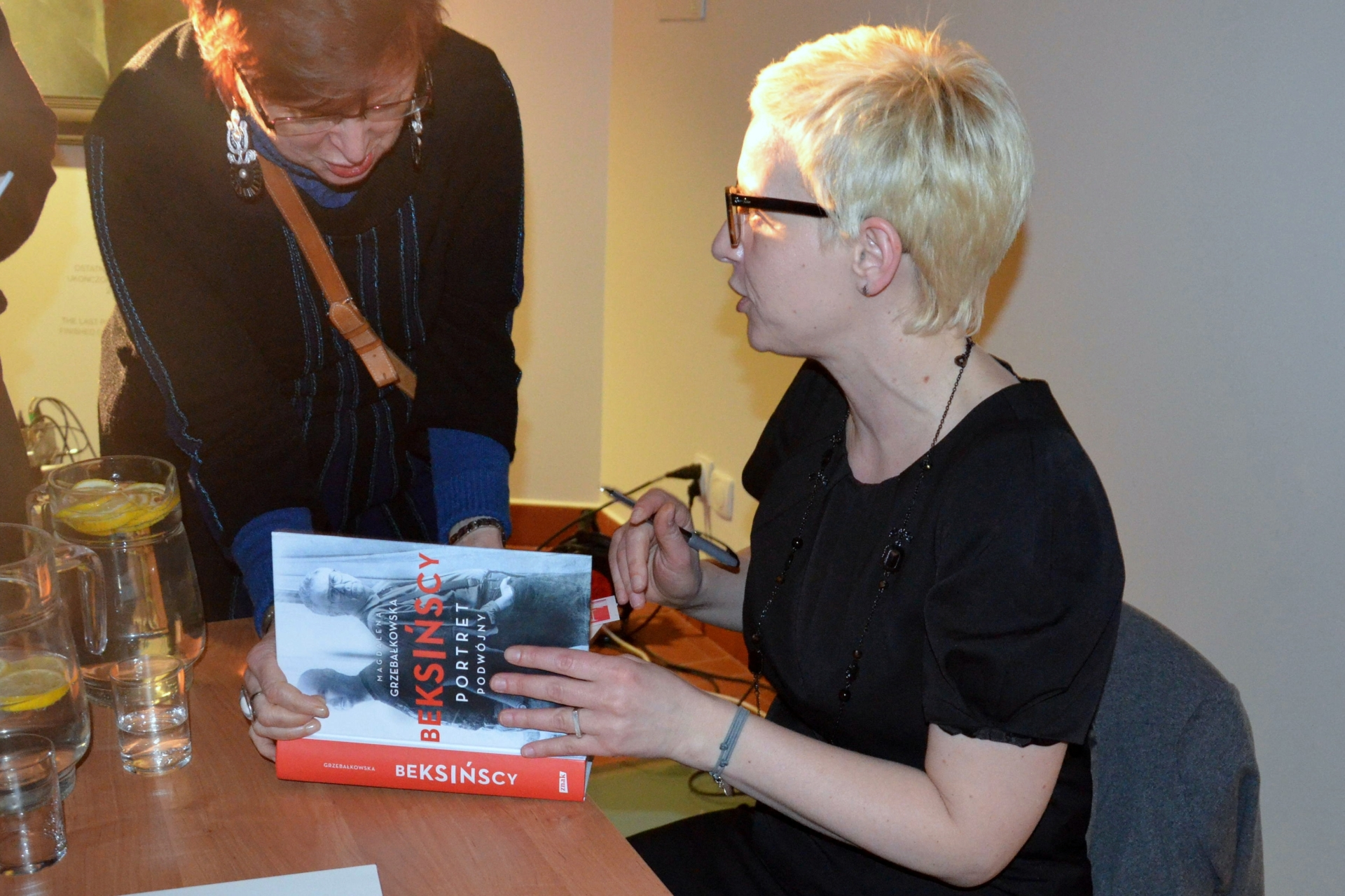
Magdalena Grzebałkowska z książką pt. Beksińscy. Portret podwójny podczas premiery w Sanoku (2014)

W 2014 ukazała się książka biograficzna o Zdzisławie i Tomaszu Beksińskich pt. Beksińscy. Portret podwójny, autorstwa Magdaleny Grzebałkowskiej. Swoją dezaprobatę dla wizerunku Tomasza, jaki się wyłania z tej książki, wyraził dziennikarz muzyczny Wiesław Weiss i jednocześnie wieloletni znajomy bohatera.
Dnia 2 lutego 2015 nakładem Agencji Muzycznej Polskiego Radia, pod patronatem Programu III Polskiego Radia, została wydana płyta poświęcona pamięci Tomasza Beksińskiego. Album kompilacyjny Tomasz Beksiński – In Memoriam zawiera 14 utworów artystów, których muzykę dziennikarz prezentował w swoich audycjach (takich jak The Sisters of Mercy, The Legendary Pink Dots, Lacrimosa, Marillion, The Alan Parsons Project, Jethro Tull, Collage, Closterkeller, Camel). Wyboru nagrań dokonali dziennikarze radiowej „Trójki” oraz sympatycy jego programów. W dniu premiery albumu Program 3 poświęcił osobie Beksińskiego część czasu antenowego – wyemitowano m.in. reportaż zatytułowany Romantycy muzyki rockowej, autorstwa Ireneusza Białka.
4 marca 2016 w Piskim Domu Kultury w Piszu odbyła się premiera sztuki pt. „Warto żyć?/!”, która przedstawia postać Tomasza Beksińskiego. Reżyserem, scenarzystą i choreografem jest Marta Agata Chrzanowska. Twórczyni zadaje pytanie czy warto żyć?/!, pokazując postać Tomasza Beksińskiego, jego życie prywatne, zawodowe, niespełnione marzenia, pragnienia o których mówił i pisał, w rezultacie pożegnanie się ze światem.
W 2016 premierę miał film „Ostatnia rodzina” opowiadający warszawską część losów rodziny Beksińskich. Dzieło otrzymało liczne nagrody na festiwalach filmowych, zarówno w Polsce (m.in. Złoty Lew dla najlepszego filmu na Festiwalu Filmowym w Gdyni), jak i za granicą. W rolę Tomasza Beksińskiego wcielił się Dawid Ogrodnik. Mimo pozytywnego przyjęcia produkcji jako dzieła artystycznego film był wielokrotnie krytykowany za sposób przedstawienia w nim postaci Tomasza Beksińskiego i za jednoczesne anonsowanie jako „historii prawdziwej”.
16 września 2016 w Sanoku miała miejsce premiera książki Wiesława Weissa pt. „Tomek Beksiński. Portret prawdziwy”. W zamyśle autora ponad 700-stronicowa pozycja ma być próbą nakreślenia portretu Tomasza Beksińskiego i odtworzenia jego losów w możliwie najuczciwszy sposób.
W 2017 roku powstał film dokumentalny „Beksińscy. Album wideofoniczny”, składający się archiwalnych nagrań dźwiękowych oraz filmowych.

## Felietony z cyklu „Opowieści z Krypty”
Felietony publikowane w czasopiśmie „Tylko Rock”:

- Solsbury Hill – nr 8/1998
- Martwy krab – nr 9/1998
- Odsuńcie ode mnie ten komputer goryczy – nr 10/1998
- Upadek cesarstwa kasetowego – nr 11/1998
- III Reich’n’roll – nr 12/1998
- The Michael Douglas syndrome – nr 1/1999
- Seks dla dorastających – nr 2/1999
- Kobieta wąż – nr 3/1999
- Patetyczny bękart – nr 4/1999
- Shit przyszłości – nr 5/1999
- Co by tu jeszcze spieprzyć – nr 6/1999
- Młotek człowiekowi sąsiadem – nr 7/1999
- Jaszczurka w bidecie – nr 8/1999
- Simone Choule – nr 9/1999
- Tylko nie rock! – nr 10/1999
- Dyskretny urok klasy robotniczej – nr 11/1999
- Mur – nr 12/1999[c]
- Fin de siècle – nr 1/2000[d]